# كريس بيرك
كريس بيرك (بالإنجليزية: Chris Burke)‏ (و. 1965 – م) هو ممثل تلفزيوني، وممثل، وممثل أفلام، من الولايات المتحدة الأمريكية.

## وصلات خارجية
- كريس بيرك على موقع IMDb (الإنجليزية)
- كريس بيرك على موقع إن إن دي بي (الإنجليزية)
- كريس بيرك على موقع قاعدة بيانات الفيلم (الإنجليزية)